# Карагюлева къща
Карагюлевата къща (на македонска литературна норма: Караѓулева куќа) е възрожденска къща в град Охрид, Северна Македония. Построена във втората половина на XIX век, сградата е рядък пример за запазена възрожденска архитектура в града и е обявена за значимо културно наследство на Северна Македония.

## Архитектура
Къщата е изградена в махалата Месокастро, на улица „Кузман Капидан“ № 28 (старото име на улицата е „Страшо Пинджур“). Принадлежала е на братя Карагюлеви. Свободно разположена е в собствен двор, на стръмен склон. Състои се от приземие и горен етаж. Начинът на изграждане е характерен за архитектурата на Стария град на Охрид, като приземният етаж е направен от фугиран камък, а етажът е частично от дървена паянтова конструкция и частично от камък. Междуетажната и покривната конструкция са дървени, а покривът е със стара турска керемида. Силната денивелация на терена води до появата на два входа – за приземието и за първия етаж. По същата причина приземието е частично вкопано в земята и на него са били разположени стопански помещения. В него има централен трем, от който единично стълбище води до етажа. На етажа има централен чардак с по две свързани помежду си стаи от всяка страна. По-късно сградата е разделена на четири независими части – по две на всяко ниво. Фасадата има еркерно издаден етаж, подчертан оджак, дървени обшимки по ъглите и около прозорците и богато профилирана стреха.